# Fernando Roldán
Fernando Roldán Campos (ur. 15 października 1921, zm. 23 czerwca 2019) – chilijski piłkarz grający podczas kariery na pozycji obrońcy.

## Kariera klubowa
Podczas kariery piłkarskiej Fernando Roldán występował w stołecznym Universidad Católica. Z Universidad Católica dwukrotnie zdobył mistrzostwo Chile w 1949 i 1954.

## Kariera reprezentacyjna
W reprezentacji Chile Roldán zadebiutował 25 czerwca 1950 w przegranym 0-2 spotkaniu na mistrzostwach świata z Anglią. Na mundialu Roldán wystąpił w dwóch meczach - z Anglią i Hiszpanią.
W 1952 uczestniczył w pierwszej edycji mistrzostw panamerykańskich, na którym Chile zajęło drugie miejsce. Na tym turnieju Roldán wystąpił we wszystkich pięciu meczach: z Panamą, Meksykiem, Peru, Urugwajem i Brazylią.
W 1953 uczestniczył w turnieju Copa América, na którym Chile zajęło czwarte miejsce. Na turnieju w Peru Álvarez wystąpił w pięciu meczach: z Paragwajem, Urugwajem, Ekwadorem, Brazylią i Boliwią.
Ostatni raz w reprezentacji wystąpił 21 lutego 1954 w przegranym 1-3 spotkaniu eliminacji mistrzostw świata z Paragwajem. Od 1950 do 1954 roku rozegrał w kadrze narodowej 16 spotkań.